# Organizacja Walki o Wyzwolenie Palestyny
Organizacja Walki o Wyzwolenie Palestyny – niewielka grupa palestyńska.
Organizacja została założona w 1967 lub 1968 roku przez Isama as-Sartawiego. Pierwotnie struktury formacji mieściły się na terenie Jordanii. Początkowo stosowała pokojowe metody działania, w późniejszym czasie sformowała oddziały partyzanckie na granicy jordańsko-izraelskiej. Organizacja cieszyła się wsparciem ze strony rządu Iraku, as-Sartawi mieszkał w Bagdadzie, a iraccy żołnierze strzegli obozów treningów partyzantki na obszarze Jordanii. Fedaini we wrześniu 1971 roku przystąpili do wojny Palestyńczyków z jordańskim rządem (Czarny Wrzesień), a po poniesieniu militarnej porażki ewakuowali się do Bejrutu. 8 lipca 1971 roku Organizacja Walki o Wyzwolenie Palestyny wraz z Organizacją Palestyny Arabskiej i Palestyńskim Ludowym Frontem Walki włączona została do struktur Al-Fatah.
Grupa popierała doktrynę naseryzmu.